# اندريه اوشينبن
اندريه اوشينبن (1 ديسمبر 1983 بمايكوب في روسيا - ) هو لاعب كرة قدم روسي في مركز الدفاع. لعب مع بالتيكا كالينينغراد وشينيك ياروسلافل ولوخ إينيرجيا فلاديفوستوك ونادي كوبان كراسنودار وFC Chernomorets Novorossiysk ‏ وFC Spartak-UGP Anapa ‏.